# 세크메트
세크메트(Sekhmet, Sachmet, Sakhet, Sekmet, Sakhmet, Sekhet, Sacmis)는 고대 이집트 신화에서 등장하는 암사자 머리를 한 파괴의 여신이다. 이야기에 따라서는 사랑과 미의 여신 하토르와 동일인물로 그려지기도 한다. 반면에 남편인 프타는 창조의 신이다.

## 개요
세크메트는 여성적인 힘의 화신이자 전쟁과 복수의 여신으로 암사자의 머리를 하고 있다. 이집트 신화에서는 라가 세상을 파괴하기 위해 세크메트를 만들었으나 마음을 바꾸어 세크메트를 제지하였다고 한다. 세크메트는 인류에게 질병과 재앙을 가져다주는 공포의 여신이었으나, 반면에 추종자들에게는 질병의 치료법을 알려주는 의사의 신이기도 하였다.
세크메트는 라의 눈에서 뿜어져나온 불길에서 탄생하였다고 하며, 남편은 창조의 신 프타였다. 세크메트와 프타의 아들은 향료의 신 네페르템이다.
전투 중에 파라오는 세크메트의 가호를 받는다고 여겨졌다. 고대 이집트인들은 세크메트가 파라오가 땅에 떨어지는 일이 없도록 하고 불화살로 적을 파괴한다고 믿었다. 세크메트는 한 낮의 태양이 내뿜는 불꽃과 같은 빛의 상징이었다. 이때문에 세크메트는 "화염 부인"이라고도 불렸다. 사막의 바람과 함께 작열하는 태양은 당연히 죽음과 파괴의 상징으로 여겨졌을 것이다.

## 같이 보기
- 프타
- 하토르
- 네페르템